# جذب (آکوستیک)
جذب آکوستیک به فرآیندی گفته می‌شود که طی آن یک ماده، ساختار یا جسم انرژی صوتی را در هنگام مواجهه با امواج صوتی دریافت می‌کند، که برخلاف انعکاس انرژی است. بخشی از انرژی جذب شده به گرما تبدیل می شود و بخشی از آن به جسم جذب کننده منتقل می شود. گفته می شود انرژی تبدیل شده به گرما از بین رفته است.
هنگامی که صدای بلندگو با دیوارهای اتاق برخورد می کند، بخشی از انرژی صدا منعکس می شود، بخشی منتقل می شود و بخشی به دیوارها جذب می شود. درست همانطور که انرژی صوتی به عنوان اختلاف فشار (یا تغییر شکل) از طریق هوا منتقل می شود، انرژی صوتی از طریق ماده تشکیل دهنده دیوار به همان روش حرکت می کند. تغییر شکل باعث تلفات مکانیکی از طریق تبدیل بخشی از انرژی صوت به گرما می شود که در نتیجه باعث تضعیف صوتی می شود که این پدیده بیشتر به دلیل ویسکوزیته دیوار است. مکانیسم های تضعیف مشابهی برای هوا و هر رسانه دیگری که صدا از طریق آن حرکت می کند، اعمال می شود.
کسری از صدای جذب شده توسط امپدانس های صوتی هر دو رسانه کنترل می شود و تابعی از فرکانس و زاویه برخورد است.
اندازه و شکل می توانند رفتار موج صوتی را تحت تأثیر قرار دهند اگر با طول موج آن تعامل داشته باشند و پدیده های موجی مانند امواج ایستاده و پراش را به وجود آورند.
جذب آکوستیک در عایق صدا از اهمیت خاصی برخوردار است. هدف عایق صدا جذب هرچه بیشتر انرژی صوتی (اغلب در فرکانس های خاص) و تبدیل آن به گرما یا انتقال آن از یک مکان خاص است.
به طور کلی، مواد نرم، انعطاف پذیر و متخلخل (مانند پارچه ها) به عنوان عایق های صوتی عملکرد خوبی دارند و بیشترین صدا را جذب می کنند، در حالی که مواد متراکم، سخت و غیر قابل نفوذ (مثل فلزات) بیشتر منعکس می‌کنند.
میزان جذب صوت توسط یک اتاق با ناحیه جذب مؤثر دیوارها که به آن سطح جذب کل نیز می‌گویند، تعیین می‌شود. این با استفاده از ابعاد آن و ضرایب جذب دیوارها محاسبه می شود. جذب کل در سابین ها بیان می شود و برای مثال در تعیین زمان طنین شنوایی مفید است. ضرایب جذب را می توان با استفاده از یک اتاق طنین اندازه گیری کرد که برعکس محفظه آنکوئیک است (به زیر مراجعه کنید).

## ضرایب جذب مواد رایج
| مواد\|ضرایب جذب بر اساس فرکانس (Hz) | 125 | 250 | 500 | 1000 | 2000 |
| ----------------------------------- | --- | --- | --- | ---- | ---- |
| کاشی آکوستیک (سقف)                  | .80 | .90 | .90 | .95  | .90  |
| آجر                                 | .03 | .03 | .03 | .04  | .05  |
| فرش روی بتن                         | .08 | .25 | .60 | .70  | .72  |
| پرده های سنگین                      | .15 | .35 | .55 | .75  | .70  |
| سنگ مرمر                            | .01 | .01 | .01 | .01  | .02  |
| بتن رنگ شده                         | .10 | .05 | .06 | .07  | .09  |
| گچ بر روی بتن                       | .10 | .10 | .08 | .05  | .05  |
| تخته سه لا روی ناودانی              | .30 | .20 | .15 | .10  | .09  |
| بتن صاف                             | .01 | .01 | .01 | .02  | .02  |
| کف چوبی                             | .15 | .11 | .10 | .07  | .06  |

## کاربردها

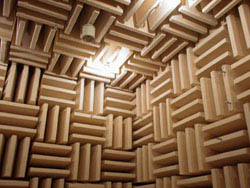

جذب صوتی در مناطقی مانند:
- عایق صدا
- ضبط و تکثیر صدا
- طراحی بلندگو

- خطوط انتقال صوتی
- آکوستیک اتاق
- آکوستیک معماری
- ردیاب آوایی
- دیوارهای مانع سر و صدا

## محفظه انکوئیک
اتاقک آنکوی آکوستیک اتاقی است که برای جذب هر چه بیشتر صدا طراحی شده است. دیوارها از تعدادی حفره با مواد بسیار جذبی تشکیل شده اند که به گونه ای چیده شده اند که کسری از صدایی که منعکس می کنند به جای برگشتن به اتاق، به سمت یک بافل دیگر هدایت می شود. این باعث می شود که محفظه تقریباً فاقد پژواک باشد که برای اندازه گیری سطح فشار صوتی یک منبع و برای آزمایش ها و اندازه گیری های مختلف دیگر مفید است.
محفظه های آنکوئیک به دلایل متعددی گران هستند و بنابراین رایج نیستند.
آنها باید از تأثیرات خارجی (مانند هواپیما، قطار، اتومبیل، اتومبیل برفی، آسانسور، پمپ، ...؛ در واقع هر منبع صوتی که ممکن است در اندازه گیری های داخل محفظه تداخل داشته باشد) جدا شده و از نظر فیزیکی بزرگ باشند. اولی، انزوای محیطی، در بیشتر موارد مستلزم ساخت دیوارها، کف و سقف‌های مخصوص، تقریباً همیشه عظیم و به همین ترتیب ضخیم است. چنین اتاق‌هایی اغلب به‌عنوان اتاق‌های ایزوله پشتیبان فنری در یک ساختمان بزرگ‌تر ساخته می‌شوند. شورای ملی تحقیقات در کانادا دارای یک اتاقک مدرن آنکوئیک است و ویدئویی را در وب منتشر کرده است که به این موارد و همچنین سایر جزئیات ساختمانی اشاره می کند. درها باید به طور خاص ساخته شوند، آب بندی آنها باید از نظر صوتی کامل باشد (بدون نشتی در اطراف لبه ها)، تهویه (در صورت وجود) با دقت مدیریت شود، و روشنایی به صورت بی صدا انتخاب شود.
شرط دوم تا حدی از مورد اول و از لزوم جلوگیری از طنین در داخل اتاق ناشی می شود، مثلاً از یک منبع صوتی در حال آزمایش. جلوگیری از پژواک تقریباً همیشه با فوم‌های جاذب روی دیوارها، کف و سقف انجام می‌شود و اگر قرار است در فرکانس‌های پایین مؤثر باشند، باید از نظر فیزیکی بزرگ باشند. هر چه فرکانس های جذب شده کمتر باشد، باید بزرگتر باشند.
بنابراین، یک محفظه انکوئیک باید بزرگ باشد تا آن جاذب‌ها و طرح‌های جداسازی را در خود جای دهد، اما همچنان فضایی را برای دستگاه‌های آزمایشی و واحدهای تحت آزمایش در نظر بگیرد.

## قیاس الکتریکی و مکانیکی
انرژی اتلاف شده در محیطی که صدا از آن عبور می کند، مشابه انرژی استهلاک شده در مقاومت های الکتریکی یا اتلاف شده در دمپرهای مکانیکی برای سیستم های انتقال حرکت مکانیکی است. هر سه معادل بخش مقاومتی یک سیستم از عناصر مقاومتی و واکنشی هستند. عناصر مقاومتی انرژی را پراکنده می کنند (به طور غیرقابل برگشت به گرما) و عناصر واکنش دهنده انرژی را ذخیره و آزاد می کنند (به طور برگشت پذیر، بدون تلفات کوچک). بخش‌های واکنش‌دهنده یک محیط صوتی با مدول حجیم و چگالی آن، به ترتیب مشابه خازن‌های الکتریکی و سلف الکتریکی، و مشابه با فنر مکانیکی متصل به جرم تعیین می‌شوند.
توجه داشته باشید که از آنجایی که اتلاف صرفاً به عنصر مقاومتی متکی است، مستقل از فرکانس است. اما در عمل عنصر مقاومتی با فرکانس متفاوت است. به عنوان مثال، ارتعاشات بیشتر مواد، ساختار فیزیکی و به همین ترتیب خواص فیزیکی آنها را تغییر می دهد. نتیجه تغییر در معادل «مقاومت» است. علاوه بر این، چرخه تراکم و نادر شدن، پسماند امواج فشار را در اکثر مواد نشان می دهد که تابعی از فرکانس است، بنابراین برای هر فشرده سازی یک نادری وجود دارد و مقدار کل انرژی تلف شده در اثر پسماند با فرکانس تغییر می کند. علاوه بر این، برخی از مواد به روشی غیر نیوتنی رفتار می کنند، که باعث می شود ویسکوزیته آنها با نرخ کرنش برشی تجربه شده در طول فشرده سازی و نادر شدن تغییر کند. دوباره، این با فرکانس متفاوت است. گازها و مایعات عموماً پسماند کمتری نسبت به مواد جامد نشان می‌دهند (مثلاً امواج صوتی باعث فشرده‌سازی آدیاباتیک و نادر شدن می‌شوند) و عمدتاً به روش نیوتنی رفتار می‌کنند.
ترکیب، خواص مقاومتی و واکنشی یک محیط صوتی، امپدانس آکوستیک را تشکیل می دهند. رفتار امواج صوتی که با محیط متفاوتی مواجه می‌شوند، توسط امپدانس‌های صوتی متفاوت دیکته می‌شود. مانند امپدانس های الکتریکی، تطابق و عدم تطابق وجود دارد و انرژی برای فرکانس های خاص (تا نزدیک به 100٪) منتقل می شود، در حالی که برای سایر فرکانس ها بیشتر می تواند منعکس شود (باز هم تا درصدهای بسیار زیاد).
در طراحی تقویت‌کننده و بلندگو، امپدانس‌های الکتریکی، امپدانس‌های مکانیکی و امپدانس‌های صوتی سیستم باید به گونه‌ای متعادل باشند که فرکانس و پاسخ فاز حداقل صدای بازتولید شده را در طیف بسیار گسترده‌ای تغییر بدهد و در عین حال سطح های صدای مناسبی را برای شنونده تولید کند. مدل‌سازی سیستم‌های صوتی با استفاده از تکنیک‌های مشابه که مدت‌ها در مدارهای الکتریکی مورد استفاده قرار می‌گرفتند، به طراحان آکوستیک ابزار طراحی جدید و قدرتمندی داد.